# 凌雁足球會
凌雁足球會是澳門足球會，位于澳門特別行政區。現為澳門預備組足球聯賽F組的參賽球隊，球隊曾在1993年奪得甲組聯賽的冠軍頭銜。

## 球隊榮譽
- 澳門甲組足球聯賽冠軍: 1次

1993年

## 外部連結
- 澳門足球總會 Macau Football Association（页面存档备份，存于）

1. ↑   (PDF). 澳門足球總會.   [2023-03-11]. （原始内容存档 (PDF)于2023-05-19）.